# سد وادي رامبرت
سد رامبرت أو سد وادي رامبرت كان مشروعا قد أقترح في عام 1954 من قبل فيلق (وحدة عسكرية) المهندسين بالجيش في الولايات المتحدة لإنشاء سد على نهر يوكون في ولاية ألاسكا عن الطاقة الكهرمائية. تم التخطيط لهذا المشروع ل
وادي رامبرت (المعروفة أيضا باسم خانق رامبرت في ) على بعد 31 ميل (50 كـم)إلى الجنوب الغربي من قرية رامبرت، ألاسكا وفقط 105 ميل (169 كـم) من الغرب والشمال الغربي من فيربانكس، ألاسكا.
ان السد الناتج أدى إلى خلق بحيرة مثل حجم بحيرة إيري تقريبا، مما يجعلها أكبر خزان من صنع الإنسان في العالم. خطة السد نفسه دعت إلى إنشاء الهيكل الخرساني 530 قدم (162 م) مرتفعا بطول علوي يقدر بحوالي 4,700 قدم (1,430 م).ان مرافق الطاقة المقترحة قد ولدت باستمرار ما بين 3.5 و 5 جيجاوات من الكهرباء، على أساس تدفق النهر كما أنه يختلف بين الشتاء والصيف.
على الرغم من دعم العديد من السياسيين والشركات في ولاية ألاسكا، تم إلغاء المشروع بعد أن أثيرت اعتراضات سكان ألاسكا الأصليين في منطقة الاحتجاج الخوف من غرق تسع قرى مهددة بالغمر من المياه من السد. جماعات الحفاظ على البيئة كرهت تهديد الفيضانات من يوكون فلاتس وهي منطقة واسعة من الأراضي الرطبة والغابات والمستنقعات، والمنخفضة الأرض تتركز على التقاء نهر يوكون، مساحة كبيرة من الأراضي الرطبة التي توفر أرضا خصبة بالنسبة للملايين من الطيور. المحافظين الماليين قد عارضوا السد على أساس تكلفته الكبيرة وفائدته المحدودة للأمريكيين خارج ألاسكا.

## الهوامش
- A The Corps of Engineers defined the construction season as the period in which average temperatures at the site were above the freezing point of water.

## معلومات إضافية

### المقالات
- Cooke, A. "The Rampart Dam proposal for Yukon River". Polar Record, December 1964. pp. 277–280.
- Leopold, A. and Leonard, Justin. "The Rampart Project". Natural History, January 1966. p. 12
- Spurr, Stephen H. "Rampart Dam: A costly gamble". Audubon, May–June 1966. pp. 173–175

### السمعيات/البصريات
- Development and Resources Corporation. "Senator Ernest Gruening and Gus Norwood discuss the marketing potential of Rampart Dam". Alaska Film Archives, University of Alaska Fairbanks. 1961.
- U.S. Army Corps of Engineers. "Sen. Ernest Gruening listens to a report from Chief of engineers General Walter Wilson about his recent trip to Alaska". Alaska Film Archives, University of Alaska Fairbanks. 1961.
- U.S. Senate. "Senator Ernest Gruening and Jim Brooks discuss effects of the proposed Rampart Dam on fish and wildlife". Alaska Film Archives, University of Alaska Fairbanks. 1961.
- U.S. Senate. "Senator Ernest Gruening and Oscar Chapman discuss power usage of the proposed Rampart Dam". Alaska Film Archives, University of Alaska Fairbanks. 1961.
- U.S. Senate. "Senator Ernest Gruening and Oscar Chapman discuss weather changes from the proposed Rampart Dam". Alaska Film Archives, University of Alaska Fairbanks. 1961.

### الكتب
- Ivan Bloch and Associates (Industrial Consultants). Background Facts on Rampart Canyon Project, Yukon River, Alaska. Portland, Oregon. October 1963.
- Naske, Claus M. and Hunt, William R. The Politics of Hydroelectric Power in Alaska: Rampart and Devil Canyon – A case study. Fairbanks, Alaska. University of Alaska, January 1978.

قالب:الطاقة في الولايات المتحدة الأمريكية